# Tadeusz Hübner

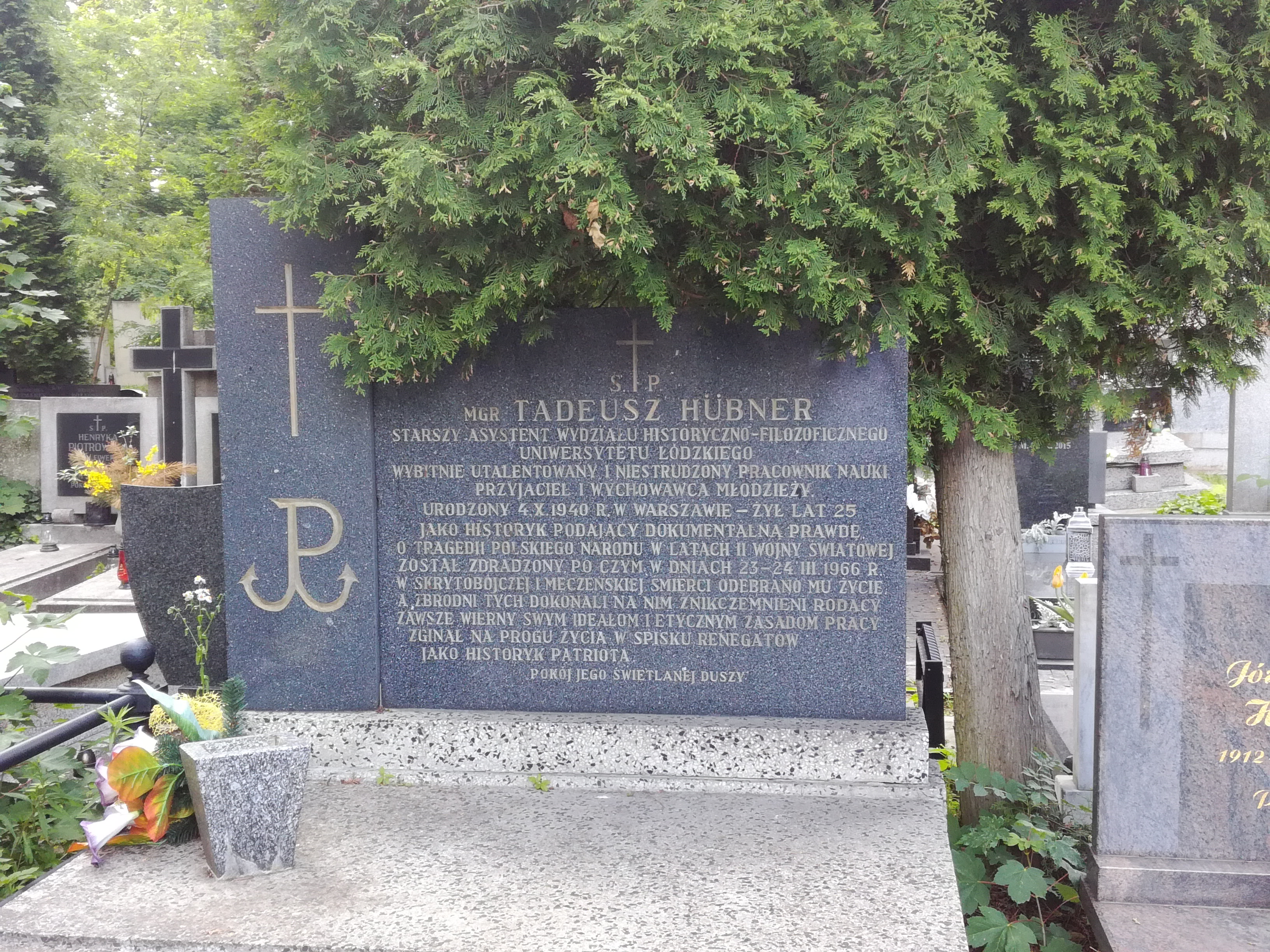
Grób Tadeusza Hübnera na Starym Cmentarzu w Łodzi

Tadeusz Hübner (ur. 4 października 1940 w Warszawie, zm. 23 marca 1966 w Łodzi) – polski historyk mediewista.

## Życiorys
W 1958 zdał egzaminy maturalne w I Liceum Ogólnokształcącym im. Mikołaja Kopernika w Łodzi. Absolwent historii UŁ. Uczeń Mariana Henryka Serejskiego. Od 1963 zatrudniony w Katedrze Historii Powszechnej i Starożytnej Instytutu Historii UŁ. Członek Związku Socjalistycznej Młodzieży Polskiej. Specjalizował się w historii wczesnośredniowiecznej Anglii. Jego dobrze zapowiadającą się karierę przerwała gwałtowna śmierć. „Dziennik Łódzki” z 1966 roku podaje, że na ul. Brzozowskiego doszło do zabójstwa, którego ofiarą padł obywatel Hübner. Śmierć nastąpiła prawdopodobnie na skutek uderzenia tępym narzędziem. Pobieżne oględziny wskazały na uszkodzenia czaszki. Podejrzanym o popełnienie morderczego czynu jest jeden ze studentów UŁ...Pochowany na Starym Cmentarzu w Łodzi.

## Wybrane publikacje
- Poczucie jedności i odrębności „Gentis Anglorum” na przełomie VII i VIII wieku (1965).
- Wilhelm Zdobywca w anglonormandzkiej tradycji historycznej (1966).